# Nelsa Alves
Nelsa Alves (Luanda, 6 de julho de 1987) é uma modelo angolana licenciada desde 2010 em Engenharia dos Recursos Naturais e Ambiente pela Universidade Independente de Angola.
Nelsa Alves foi eleita Miss Ingombota, Luanda e Angola 2009, representando o seu país no concurso Miss Universo 2009.